# جیمی کانترل
جیمی کانترل (انگلیسی: Jimmy Cantrell; ۷ مهٔ ۱۸۸۲ – ۳۱ ژوئیهٔ ۱۹۶۰) بازیکن فوتبال اهل بریتانیا بود.
از باشگاه‌هایی که در آن بازی کرده‌است می‌توان به باشگاه فوتبال نوتس کانتی، باشگاه فوتبال ساتون یونایتد، باشگاه فوتبال تاتنهام هاتسپر، و باشگاه فوتبال استون ویلا اشاره کرد.